# Venusfigurinen von Nebra

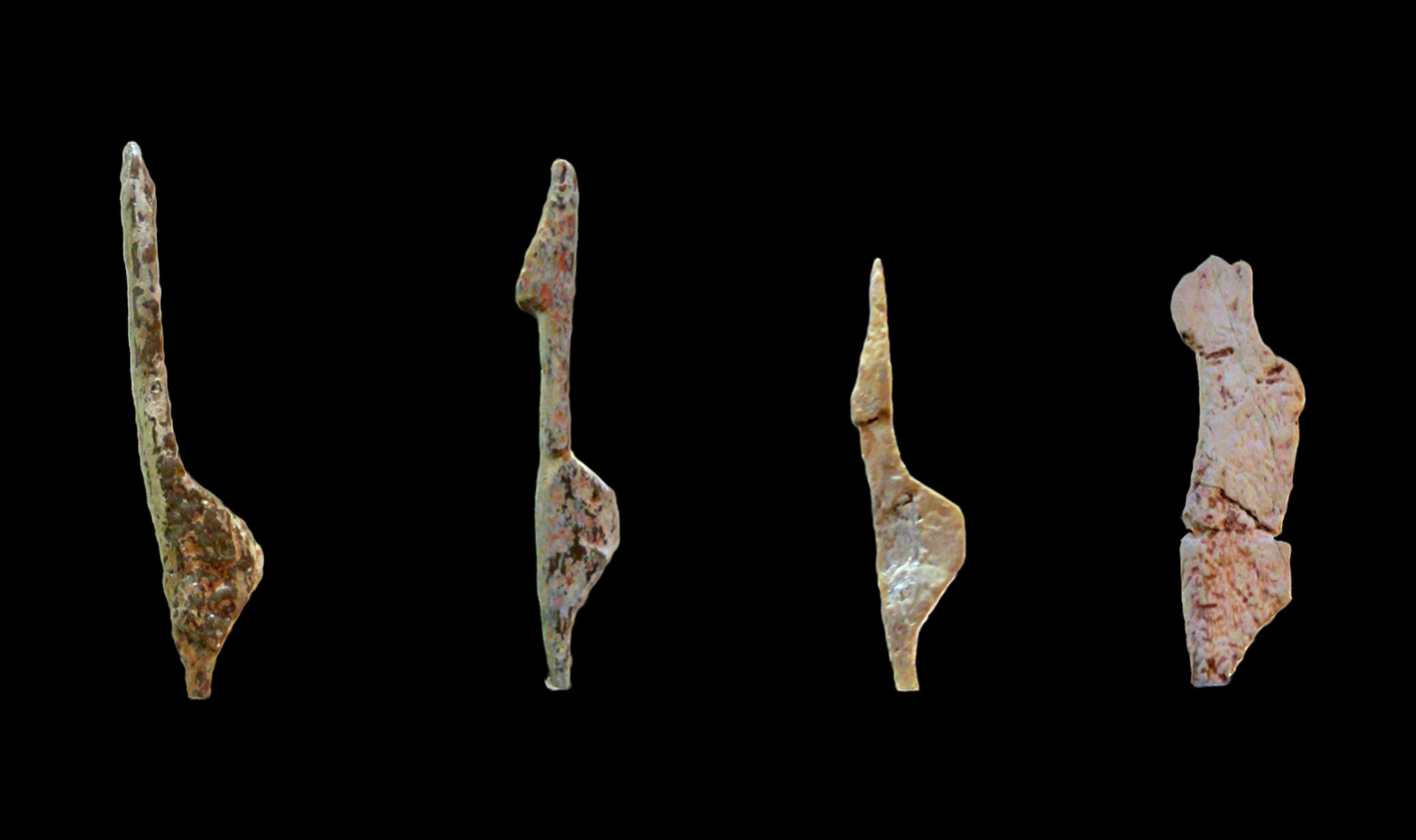
Venusfigurinen und anthropomorphe Figur von Nebra

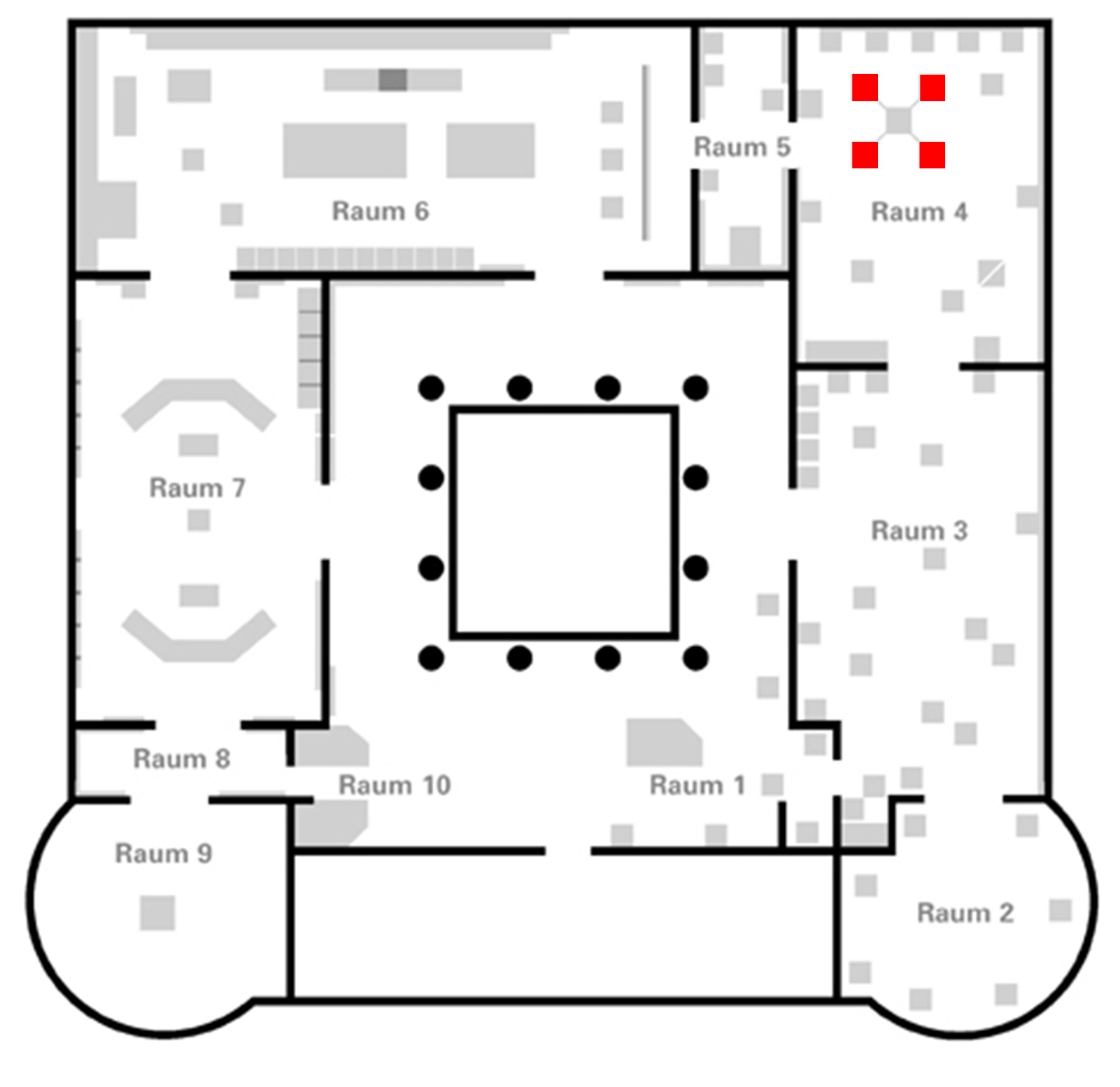
Die Venusfigurinen von Nebra befinden sich im Raum 4 des Landesmuseums für Vorgeschichte

Die Venusfigurinen von Nebra sind stark stilisierte Statuetten aus dem späten Jungpaläolithikum (Magdalénien), die zu den ältesten bekannten Kunstwerken in Sachsen-Anhalt gehören. Sie wurden im 12. bis 11. Jahrtausend v. Chr. hergestellt und 1962 bei Nebra ausgegraben. Die Figurinen sind in der Dauerausstellung im Landesmuseum für Vorgeschichte (Halle) zu sehen. Im Jahr 2009 wurden die Nebraer Statuetten im Moravské zemské muzeum (Brünn, Tschechien) und 2011 im Musée National de Préhistoire (Paris, Frankreich) präsentiert.

## Fundgeschichte
Die Figürchen wurden im Sommer 1962 bei einer archäologischen Notbergung auf dem Gelände der Altenburg, einem Buntsandsteinsporn im Unstruttal nordöstlich von Nebra (Burgenlandkreis), gefunden. Ein 120 m² großer Wohnplatz von Jägern aus dem späten Jungpaläolithikum (12.–11. Jt. v. Chr.), dem Magdalénien, wurde dabei freigelegt. Insgesamt entdeckten die Ausgräber, Volker Toepfer, Helmut Hanitzsch und Dietrich Mania, etwa sechzig grubenartige Vertiefungen und Teile eines hellrot gefärbten Steinplattenpflasters auf einer halbkreisförmigen Fläche von 9 m × 3,5 m, wobei die steinzeitlichen Spuren teilweise von späteren bronzezeitlichen Siedlungsresten und einem mittelalterlichen Befestigungsgraben zerstört worden waren. Die meisten Gruben hatten eine Tiefe von mehr als einem halben Meter und enthielten neben einer großen Anzahl an Artefakttypen aus Stein, Geweih und Knochen gut erhaltene Überreste der Jagdtiere sowie Sandsteinplatten, die offenbar zur Verkeilung der Zeltstangen gedient hatten. Die Analyse der gefundenen Tierknochen zeigte die Fauna, die sich hauptsächlich aus Wildpferd und Ren zusammensetzte. Des Weiteren wurden Schneehase, Eisfuchs und Schneehuhn nachgewiesen. Die Funde und Befunde weisen somit auf einen paläolithischen Winterzeltplatz der eiszeitlichen Jäger hin und lassen eine ältere Stufe des Magdalénien vermuten.

## Beschreibung
Die vier extrem vereinfachten Statuetten haben eine Länge von 5,2 bis 6,6 cm. In der Seitenansicht weisen drei von ihnen die Silhouette eines menschlichen Körpers mit stabförmigem Oberkörper und akzentuiertem Gesäß auf. Sie sind unverziert und wurden ohne Kopf sowie Füße wiedergegeben. Aufgrund der teilweise angedeuteten Brüste werden sie als Darstellungen von Frauen interpretiert. Die vierte Figur weicht von den vorgenannten Frauenstatuetten ab. Sie hat zwar das gleiche Unterteil wie die Frauenfigürchen, aber ihr Oberkörper ist anders dargestellt.
| Figurinen            | Länge  | Breite  | Dicke  | Material  | Fundstelle |
| -------------------- | ------ | ------- | ------ | --------- | ---------- |
| Frauenfigur 1        | 6,6 cm | 1,1 cm  | 0,6 cm | Elfenbein | Grube 50   |
| Frauenfigur 2        | 6,3 cm | 1,1 cm  | 0,5 cm | Knochen   | Grube 33   |
| Frauenfigur 3        | 5,2 cm | 0,95 cm | 0,4 cm | Elfenbein | Grube 07   |
| Anthropomorphe Figur | 5,2 cm | 0,95 cm | 0,4 cm | Elfenbein | Grube 22   |

Frauenfigur 1: Diese Frauenfigurine wurde aus hellgelblichem Elfenbein gefertigt. Ihr gerades, stabförmiges und langes Oberteil, welches leicht nach hinten geneigt ist, zeigt keine Andeutung einer Brust. Die Gesäßpartie ist überbetont und hat eine konvex-dreieckige Form.
Die Statuette befand sich in der Grube 50, deren sechs dünne, senkrecht stehende Sandsteinplatten eine Kiste mit den Maßen von circa 20 × 30 cm bildeten. Die Fugen zwischen den Steinen wurden mit Knochen und dem Schulterblatt eines Pferdes ausgefüllt. Eine 60 × 70 cm lange liegende Sandsteinplatte überdeckte diese Steinkiste. Viele Knochen und Knochensplitter, vor allem vom Pferd und Rentier sowie ein zerbrochenes schaliges Kalksinterstück, welches möglicherweise als Öllampe, Fettlampe oder als Opferschale verwendet wurde, waren in dieser Grube eingelagert. Außerdem enthielt die Grube etwa vierzig Klingen und Absplisse aus Feuerstein und 25 Geräte verschiedener Typen. Ebenso wie die Grube war die Steinkiste mit Ocker gefärbt.
Frauenfigur 2: Es handelt sich um eine aus Knochen (Rengeweih) geschnitzte Figur. Ihre Färbung ist weißgrau mit rötlichem Schimmer. Ihr Unterteil ist zugespitzt und ausschwingend zu einer konvex überbetonten Gesäßpartie. Dagegen ist ihr Oberteil mit markant herausgearbeiteter Brust leicht nach hinten geneigt.
Diese weibliche Statuette stammte aus der Zeltstangengrube 33. Die Grube hatte einen runden Grundriss und war bis 65 cm eingetieft. Sie beinhaltete außerdem etwa vierzig Knochen bzw. Knochenfragmente, 15 Geräte, 11 Stichelabfälle sowie 57 Klingen und Absplisse.
Frauenfigur 3: Die geschnitzte und überschliffene Figur wurde, wie das erste Figürchen, aus Elfenbein hergestellt. Sie ist mit stilisiert herausgearbeiteter Brust und weit ausschwingender, gewölbter Gesäßpartie wiedergegeben.
Dieses Frauenfigürchen wurde zerbrochen in der Zeltstangengrube 7 gefunden. Die Grube hatte eine zylindrische Form mit einem Durchmesser von 30 cm. Sie enthielt außerdem etwa achtzig Knochen, Knochensplitter und einen Fischwirbel. Ferner fanden sich in dieser Grube zwanzig Geräte, zwölf Stichelabfälle, achtzig Klingen und Absplisse aus weißpatinierten Feuersteinen.
Anthropomorphe Figur: Die stilisierte, anthropomorphe Figur aus Elfenbein wurde in der Grube 22 entdeckt. Ihre untere Partie ist wie bei den Frauenfiguren geformt, wobei ihr Rücken eine Art Buckel bildet. Außerdem hat sie einen leicht nach vorn geneigten Kopf.

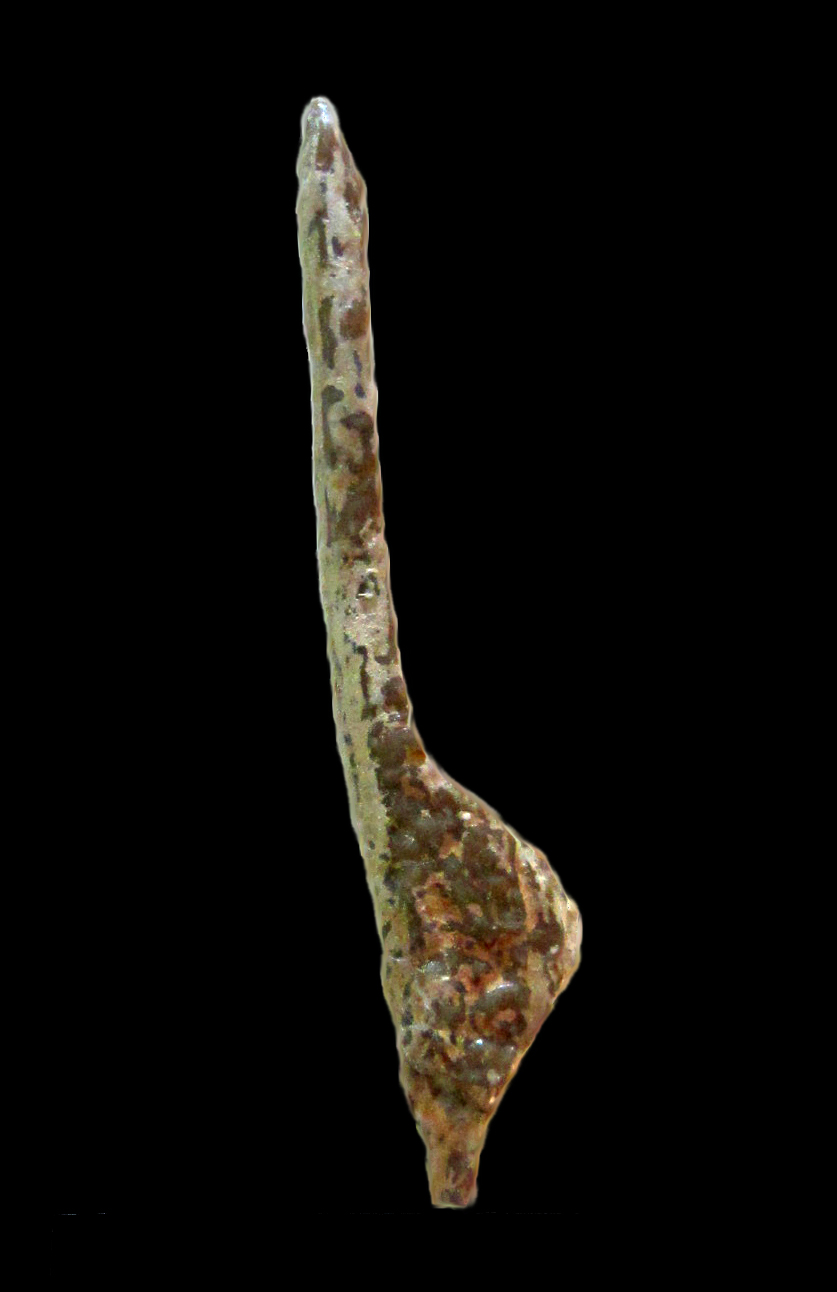
Frauenfigur 1
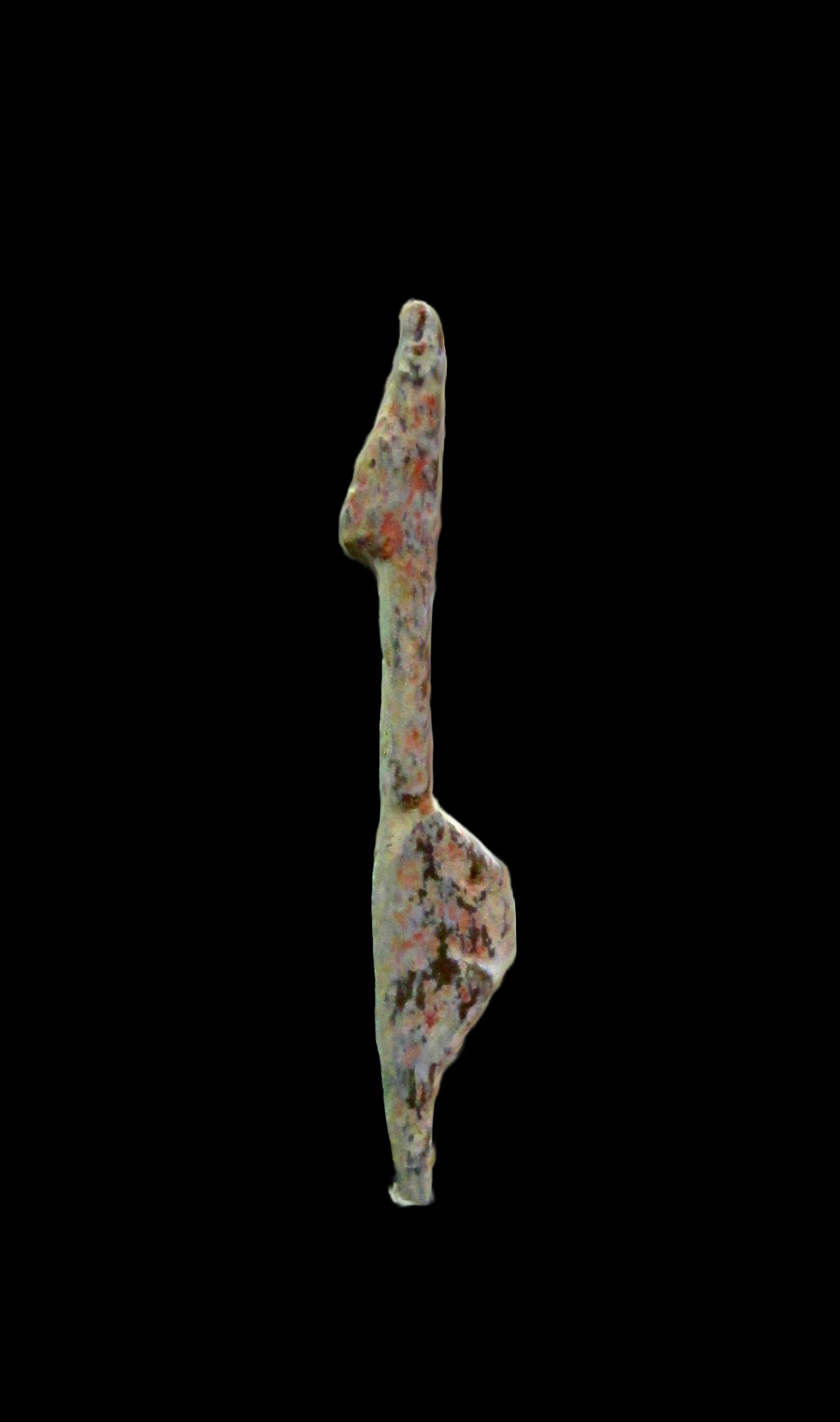
Frauenfigur 2
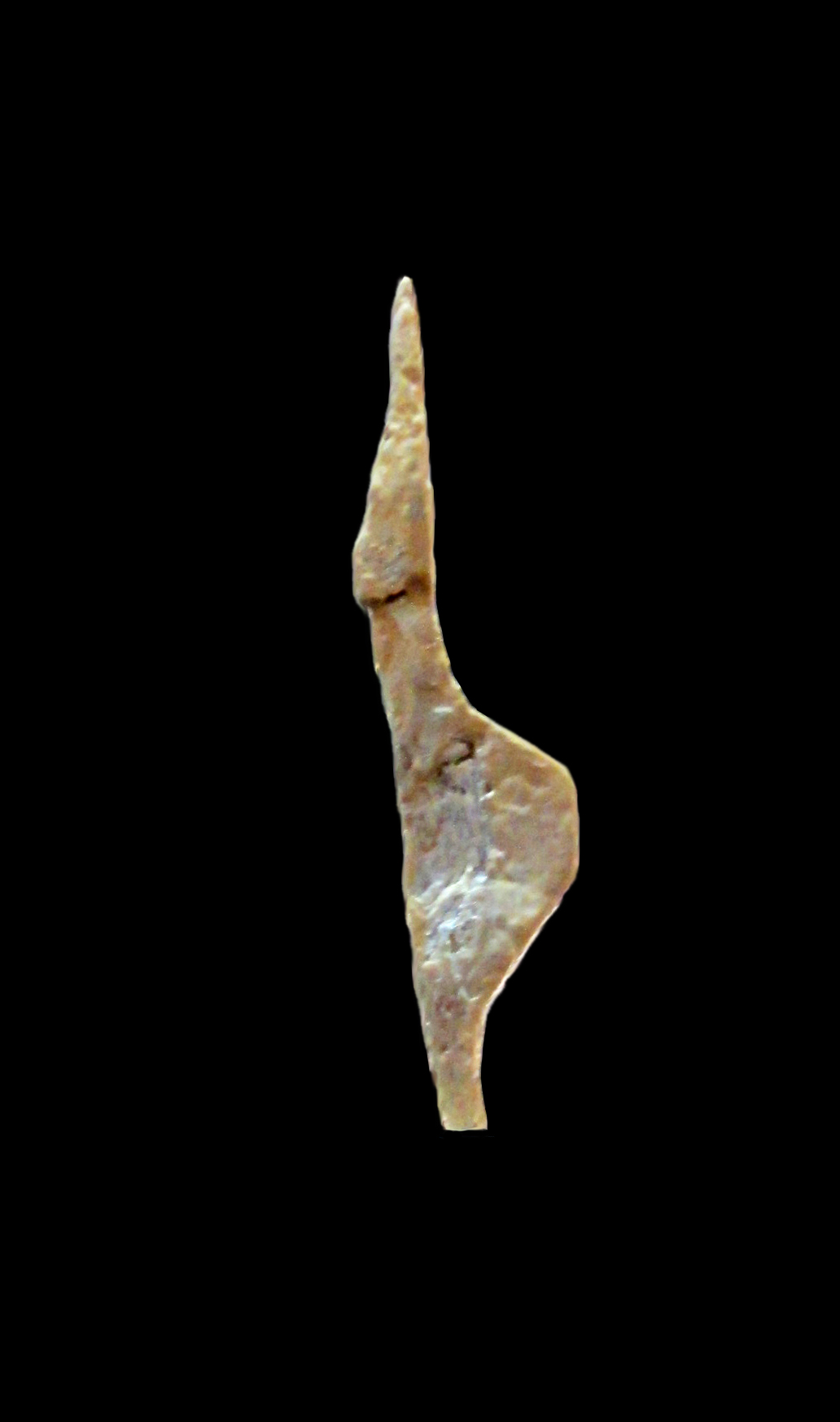
Frauenfigur 3
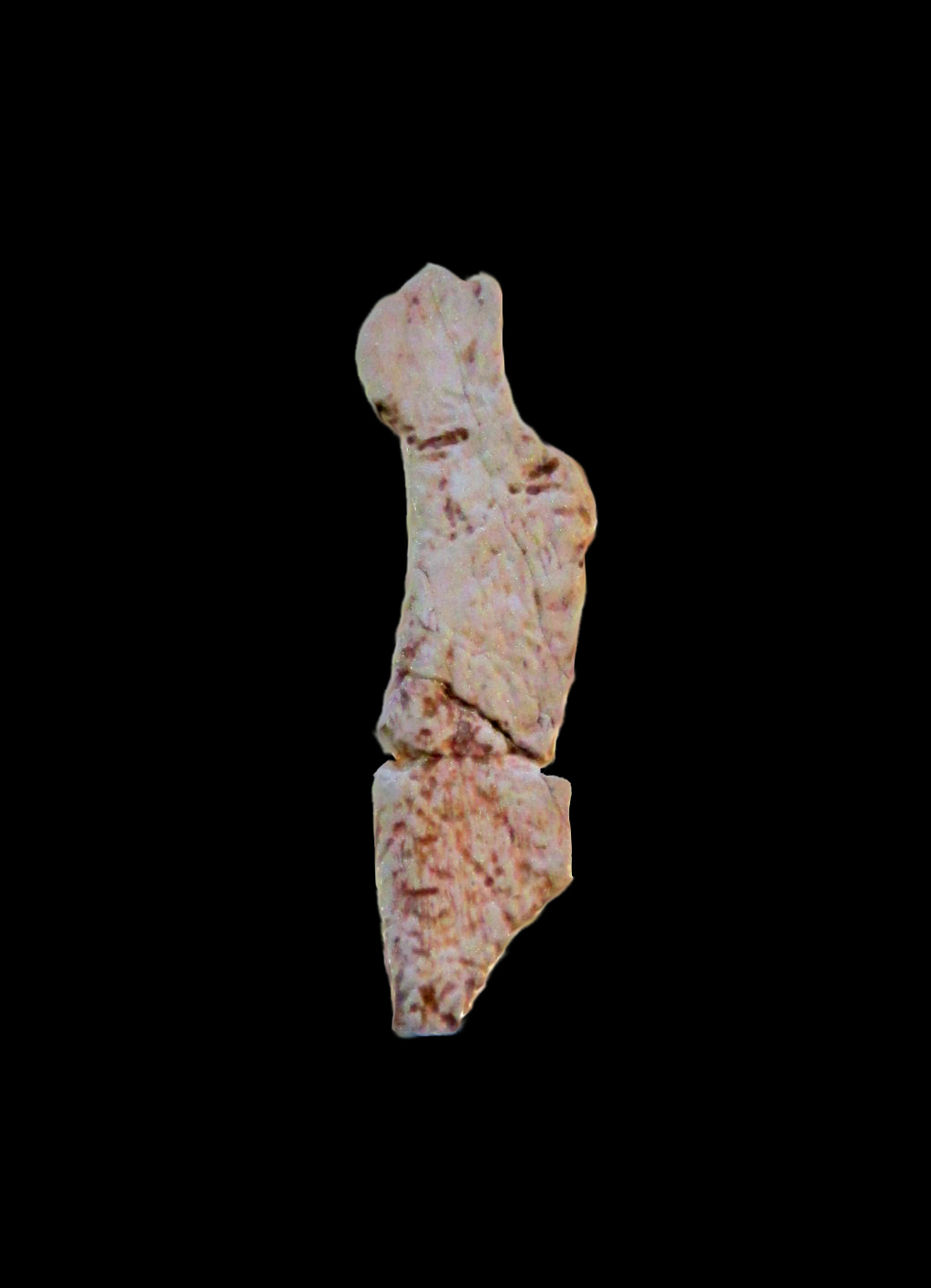
Anthropomorphe Figur

## „Typ Gönnersdorf“
Entsprechend den beschriebenen Merkmalen werden die Nebraer Frauenfigurinen dem „Typ Gönnersdorf“ zugeordnet. Der Terminus „Typ Gönnersdorf“ wurde von Gerhard Bosinski anhand der stilisierten Gönnersdorfer Frauengravierungen und -statuetten dieses Typus festgelegt.
Charakteristische Merkmale des „Typs Gönnersdorf“:
1. Es ist kein Kopf wiedergegeben,
2. die Figuren haben einen schlanken Leib,
3. die Figuren haben ein betontes, nach hinten gestrecktes Gesäß.
4. Die Wirkung der Darstellungen liegt vor allem in der Profilansicht.

Christiane Höck hat sich ebenfalls mit diesem Thema auseinandergesetzt und bevorzugte den Begriff „Darstellungsprinzip Gönnersdorf“.
Die Frauenfigurinen der Fundplätze: Gourdan – Courbet – Fontalès – Mégarnie – Gönnersdorf – Andernach – Hohlenstein – Petersfels – Monruz – Oelknkitz – Garsitz – Pekarna – Býčí skála – Menzin – Mežirič – Dobraničevka gehören ebenfalls zu diesem Typ. Insgesamt sind derzeit etwa 95 Statuetten des „Typs Gönnersdorf“ von 17 Fundplätzen bekannt.

## Kulturelle Bedeutung

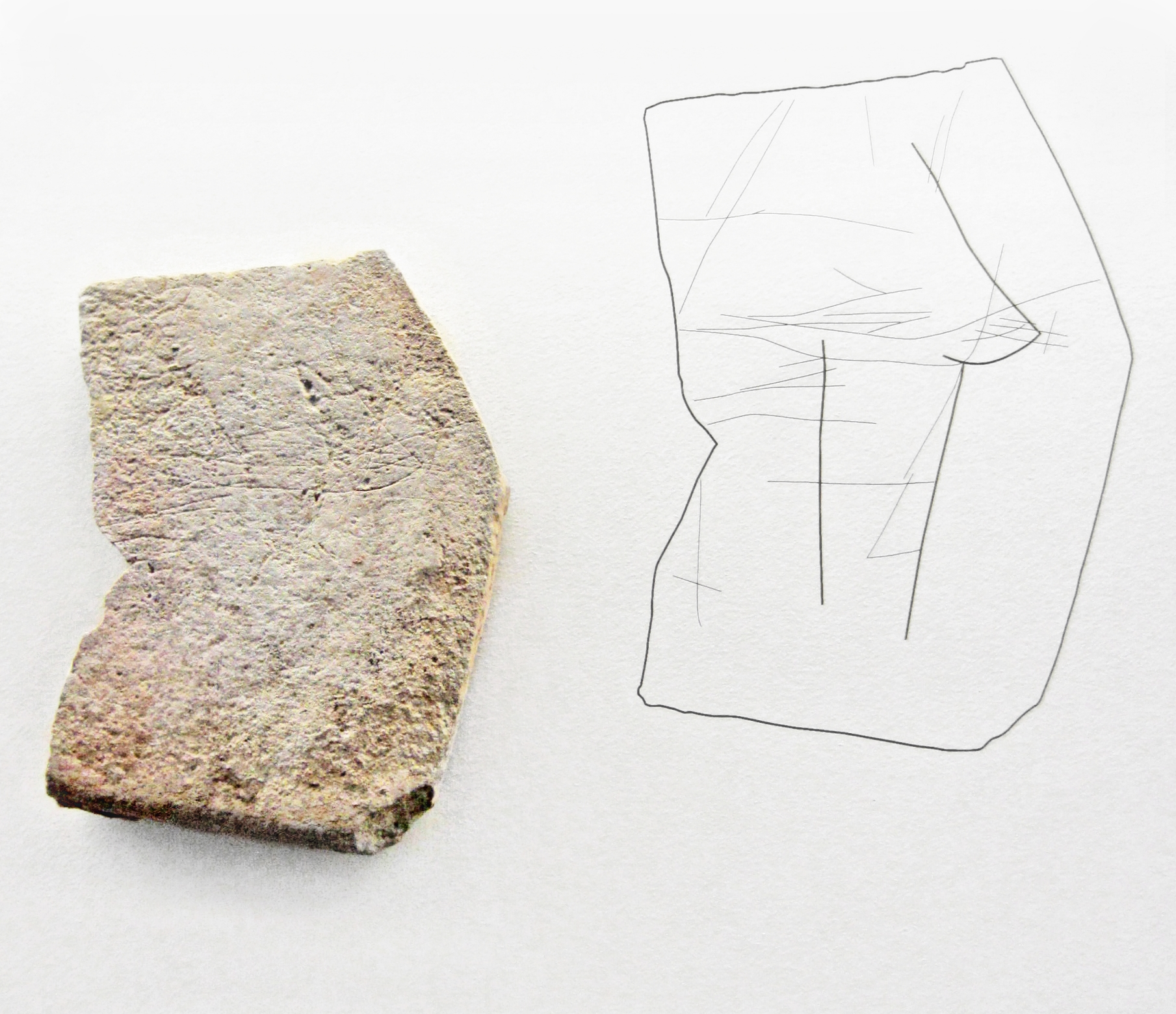
Sandsteinplatte mit skizzierter Frauendarstellung aus Bad Kösen-Lengefeld, Burgenlandkreis, Sachsen-Anhalt

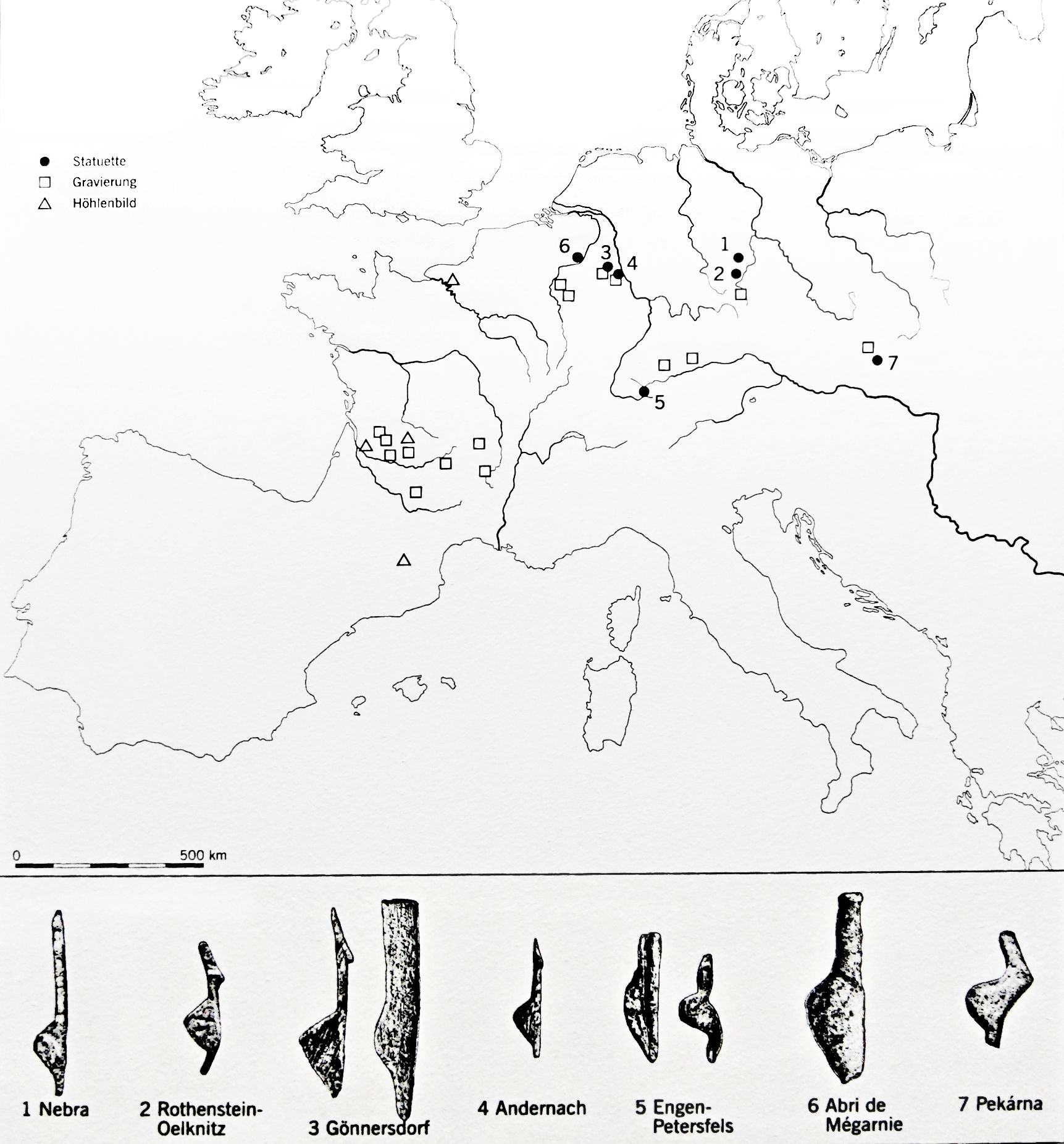
Verbreitung eiszeitlicher Frauenfigürchen des Typs Gönnersdorf in Europa

Nach Dietrich Mania deuten die Nebraer Frauenstatuetten „auf die Ausbildung einer schamanistisch geprägten Vorstellungswelt, die das Denken und Handeln dieser Jäger und Sammler bestimmte“. Sie könnten somit Tiermütter oder die Herrin der Tiere darstellen. Die Figurinen seien hochgestellte Geistwesen, welche für die Fruchtbarkeit der Tiere und für das Gedeihen des Menschen verantwortlich gewesen seien.
Ähnliche Frauendarstellungen finden sich als Gravierungen auf Sandsteinplatten, beispielsweise aus Bad Kösen-Lengefeld (nahe Naumburg in Sachsen-Anhalt) und auf Schieferplatten, zum Beispiel aus Gönnersdorf im Rheinland. Allerdings wird bei den Gravierungen von Gönnersdorf nicht nur eine Frau dargestellt, sondern eine Gruppe von Frauen. Infolgedessen werden diese Gravierungen als Tanzszenen interpretiert. Im Bezug auf die plastischen Statuetten von Nebra ist es denkbar, dass sie in Verbindung mit Ritualen und Festen auch szenisch angeordnet werden konnten.
Vergleichbare, stark schematisierte Frauendarstellungen sind als Malerei oder Gravierungen auf Felswänden oder Schieferplatten und als Statuetten von mindestens 28 Fundplätzen bekannt. Ihre Verbreitung reicht von Südfrankreich (z. B. Niaux, Rond-du-Barry) über Deutschland (z. B. Andernach, Gönnersdorf, Oelknitz) bis in die Ukraine (z. B. Dobraničevka, Menzin, Mežirič). Dabei sind die Größen der Figuren sehr unterschiedlich. Das kleinste Objekt mit einer Höhe von 1,5 cm stammt aus Petersfels, während die Figur aus Andernach mit 21 cm Höhe das derzeit größte Exemplar darstellt. Die weite Verbreitung dieser Figurinen beweist den Austausch und die Kommunikation zwischen den mobilen Jägergruppen. Die Betonung der Brust und des Gesäßes ist nach Meinung von J. Grünberg ein Symbol für Fruchtbarkeit und Sexualität. Die Art der weiblichen, figürlichen Wiedergabe änderte sich im Laufe des Jungpaläolithikums (Gravettien um 31.000 v. Chr. bis Magdalénien um 12.000 v. Chr.) von üppigen (z. B. die Venus vom Hohlefels, die Venus von Willendorf) zu abstrakten Formen.

## Filme
- Kunst der Eiszeit | Museum exklusiv. Landesmuseum für Vorgeschichte Halle. In: YouTube. 23. Februar 2021, abgerufen am 1. August 2022.